# Édouard Rossel
Édouard Rossel est un constructeur automobile français.

## Biographie
Édouard Rossel est ingénieur diplômé de l'Institut industriel du Nord (École centrale de Lille) en 1882.
En 1892, il fonde sa société de construction de « moteurs à gaz Crossley, gazogènes gaz pauvre, voitures automobiles, voitures à pétrole », à Lille aux 82, rue des Sarrasins pour la fabrication de moteurs à vapeur, et aux 204 rue Nationale et 1, rue Colson pour la fabrication automobile. Il y construit des camions et tracteurs à vapeur. Sa production est commercialisée jusqu'en 1899, embarquant un moteur à vapeur, puis un moteur à explosion dérivé d'un modèle Daimler.
Il est l'auteur de brevets d'invention dont il vend une licence à d'autres constructeurs automobiles, dont les automobiles Rochet à Paris.

## Brevets d'inventions
- Brevet GB 189712553  Improvements in Petroleum and like Motors- 18970520
- Brevet GB 189709107 Improvements in Auto-motor Road Vehicles - 1898-04-09
- Brevet FR 412233  Appareil permettant d'orienter à volonté les hélices des aéroplanes - 1910-07-07

## Sources
- Harald Linz, Halwart Schrader: Die Internationale Automobil-Enzyklopädie. United Soft Media Verlag, München 2008,  (ISBN 978-3-8032-9876-8).
- (en) George Nick Georgano (dir.) (préf. Lord Montagu of Beaulieu), The Beaulieu encyclopedia of the automobile, Chicago, Fitzroy Dearborn Publishers, 2000, 936 p. (ISBN 978-1-579-58293-7, OCLC 46987697)
- George Nicolas Georgano (dir.) (trad. Jacqueline Heymann et Lisa Ponomarenko), Autos. Encyclopédie complète. 1885 à nos jours, Paris, édition de la Courtille, 1977, 677 p. (OCLC 461480402)
- Revue de mécanique 1898-07 sur Gallica
- Annuaire de l'Union fraternelle du commerce et de l'industrie 1898 sur Gallica